# Mr. Bad Example
Mr. Bad Example è l'ottavo album in studio del cantautore statunitense Warren Zevon, pubblicato nel 1991.

## Tracce
Tutte le tracce sono di Warren Zevon, eccetto dove indicato.
1. Finishing Touches – 4:05
2. Suzie Lightning – 4:04
3. Model Citizen (LeRoy Marinell, Waddy Wachtel, Zevon) – 4:39
4. Angel Dressed in Black (Julia Mueller, Wachtel, Zevon) – 4:24
5. Mr. Bad Example (Jorge Calderón, Zevon) – 3:22
6. Renegade – 4:51
7. Heartache Spoken Here – 3:48
8. Quite Ugly One Morning – 3:53
9. Things to Do in Denver When You're Dead (Marinell, Wachtel, Zevon) – 2:53
10. Searching for a Heart – 4:16